# Alessandro Bermani

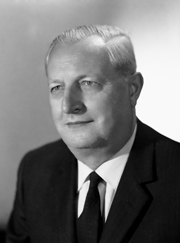
Alessandro Bermani

Alessandro Bermani (23 de outubro de 1906 - 12 de janeiro de 1979) foi um político italiano que serviu como prefeito de Novara de 1956 a 1962 e como senador por três legislaturas (1963-1968, 1968-1972 e 1972-1976).